# Aanvaller (voetbal)

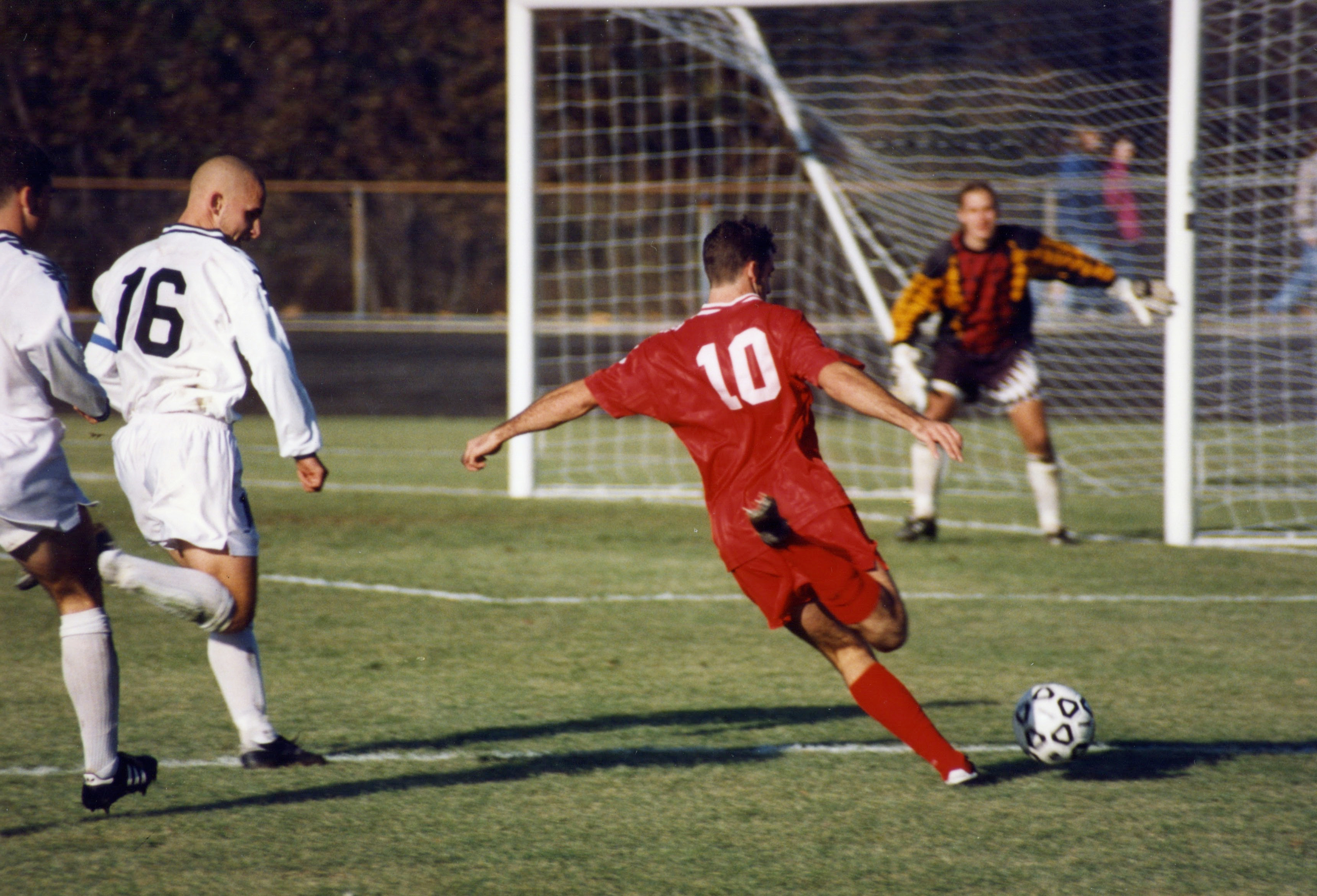
De rode aanvaller heeft de twee witte verdedigers gepasseerd en lost een schot op het doel.

Aanvallers zijn de voetballers die in de voorste 'linie' staan. Hun hoofdtaak is het maken van doelpunten.
In de aanval staan vaak een of twee centrumspitsen, die centraal voorin staan. Voornamelijk in een 4-4-2-formatie wordt met twee centrumspitsen gespeeld. In een 4-3-3-formatie wordt meestal met een linksbuiten, een centrumspits en rechtsbuiten gespeeld. De linksbuiten en rechtsbuiten (ook wel vleugelspelers genoemd), spelen veelal langs de zijlijn en geven de voorzetten naar het midden.